# Diocèse de Soissons
Le diocèse de Soissons est un ancien diocèse français dans la province ecclésiastique de Reims supprimé en 1790. Il est remplacé par le diocèse de Soissons, Laon et Saint-Quentin.